# Až do mesta Aš
Až do mesta Aš é um filme de drama eslovaco de 2012 dirigido e escrito por Iveta Grófová. Foi selecionado como representante da Eslováquia à edição do Oscar 2013, organizada pela Academia de Artes e Ciências Cinematográficas.

## Elenco
- Dorotka Billa - Dorotka
- Maria Billa
- Jarka Bucincova
- Silvia Halusicova
- Robin Schmidt